# ياماتو 000593
ياماتو 000593 (أو Y000593) هو ثاني أكبر نيزك من المريخ وجد على الأرض..تشير الدراسات إلى أن نيازك المريخ تشكلت قبل حوالي 1.3 مليار سنة من تدفق الحمم البركانية على سطح المريخ. وقع حدث إتصادم على المريخ قبل حوالي 12 مليون سنة، وأخرج النيزك من سطح المريخ إلى الفضاء. هبطت النيزك على الأرض في القارة القطبية الجنوبية منذ حوالي 50,000 سنة. كتلة النيزك 13.7 كجم (30 رطلا) وقد وجد أنة يحتوي على دليل على تغيير المياه في الماضي.
وفقا لعلماء وكالة ناسا وعلى المستوى المجهري، عثر على الكرات الغنية بالكربون داخل النيزك مقارنة بالمناطق المحيطة . وقد تكون الكرات الغنية بالكربون تشكلت من خلال النشاط الحيوي .

## الاكتشاف
أكتشف النيزك بواسطة البعثة اليابانية رقم 41 للبحوث في القطب الجنوبي أواخر كانون الأول / ديسمبر عام 2000 على مثلجة ياماتو الجليدية في جبال الملكة فابيولا في القارة القطبية الجنوبية.